# Yambeng
Yambeng est un village camerounais de la région de l'Est. Il se situe dans le département de Lom-et-Djérem et il dépend de la commune de Bélabo et du canton de Pol.
Il se trouve sur la route de Bertoua à Yoko-Betougou et à Deng-Deng.

## Population
D'après le recensement de 1966, Yambeng comptait 171 habitants. Il en comptait 372 en 2005.

## Annexe